# Mini Coupé
La Mini Coupé è un'autovettura sportiva prodotta dal 2011 al 2015 per la casa automobilistica inglese Mini, filiale di BMW.
Il modello è stato presentato nel giugno 2011 e illustrato al pubblico in occasione del Motor Show di Francoforte nel settembre 2011. Si tratta del primo esemplare di Mini a 2 posti, cui nel 2012 si è aggiunta una versione cabriolet denominata Mini Roadster, che era già stata presentata a livello di concept car nel 2009. La Coupé è nota con il nome in codice R58, mentre la Roadster è siglato R59.

## Coupé

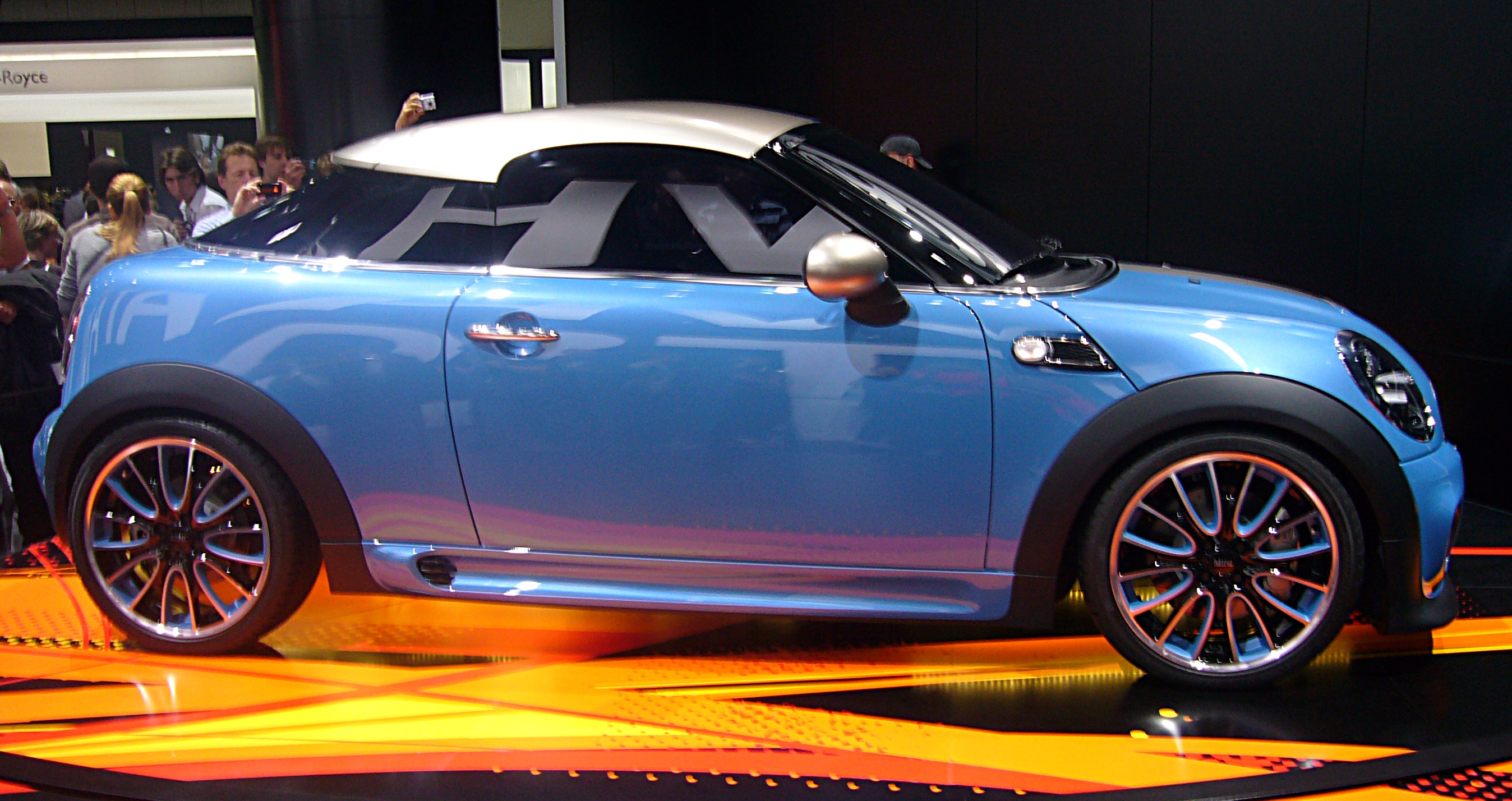
Linea laterale di una Mini Coupe Concept al Salone di Francoforte del 2009

La versione coupé è basata sulla precedente Mini Cabriolet, ma è dotata di soli due posti che consentono di avere una capacità di carico del baule di 280 litri.
Il parabrezza frontale presenta un'angolazione più accentuata di 13 gradi ed il tetto, in alluminio, risulta 29 mm più basso rispetto alla versione standard.
Sul cofano del bagagliaio è presente uno spoiler posteriore che si alza automaticamente quando la velocità supera gli 80 km/h, ma può essere anche gestito manualmente tramite un comando interno.
La varietà di versioni della Coupé rispecchia quelli degli altri modelli della Mini: esistono dunque le versioni Cooper, Cooper S, Cooper SD e la top di gamma John Cooper Works (JCW). Quest'ultima versione possiede un'accelerazione da 0 a 100 km/h in 6,4 secondi ed una velocità massima di 240 km/h grazie ad un motore 1.6 litri turbo a 4 cilindri da 155 kW. La Cooper SD monta invece un diesel turbocompresso da 2 litri da 105 kW ed è disponibile solo in alcuni mercati. Tutti i modelli sono equipaggiati con un cambio manuale a 6 marce con l'opzione del cambio automatico, ad eccezione della JCW.

## Roadster
La Mini Roadster è la versione senza tetto della Coupé; essa fu mostrata come concept al Motor Show di Francoforte nel 2009 e formalmente lanciata sul mercato al North American International Auto Show di Detroit nel gennaio 2012.

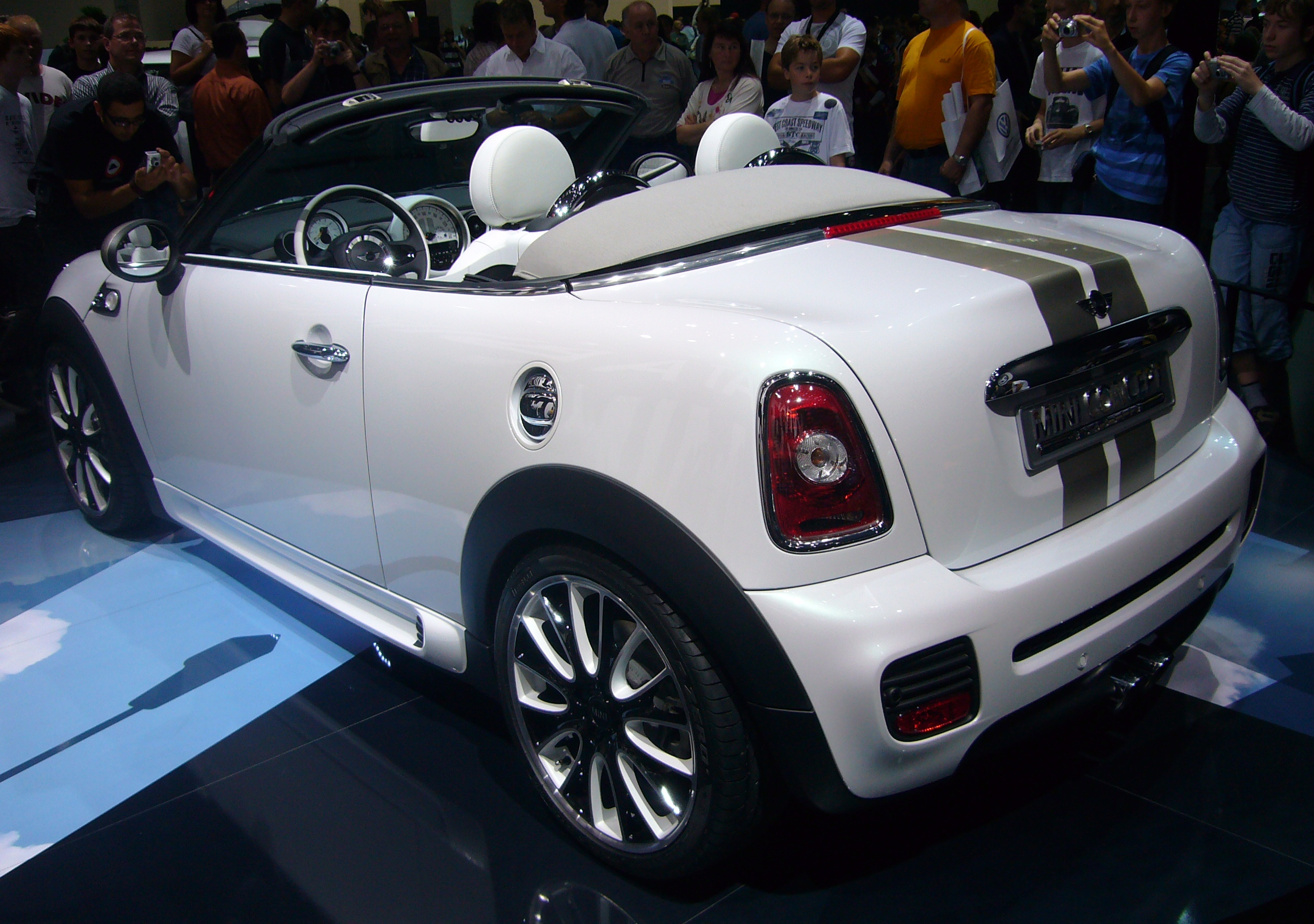
Posteriore di una Mini Cooper Roadster del 2012

Il range di versioni e motorizzazioni ricalca quello della versione Coupé, e va da un motore a benzina da 1,6 litri con diversi livelli di potenza fino ad un benzina da 2,0 litri e un diesel a 2 litri, offerto però solo in alcuni mercati. A seconda di quest'ultimi, il tettuccio apribile può essere azionato elettricamente o manualmente.